# 鄭達鴻 (香港)
鄭達鴻（英語：Tat Cheng Tat-hung，1988年10月20日—），是前北炮同盟成員兼前香港東區區議會丹拿（選區）區議員，是前公民黨港島支部副主席及認可調解員，曾任公民黨青年公民主席、副秘書長及執行委員會成員（政策倡議）。曾經因民主派初選案被還押，後保釋成功，2021年5月10日，鄭達鴻就辭任區議員職務。
鄭達鴻自12歲起在北角長大，後負笈香港理工大學，並以社會政策及行政（榮譽）學士資格畢業。2016至2018年間，考獲香港城市大學法律博士。2019年成為認可調解員，同時間修讀法學專業證書。

## 生平
鄭達鴻曾就讀張祝珊英文中學、聖士提反書院及香港理工大學，取得社會政策及行政（榮譽）學士。2012年鄭在ACUVUE「敢•觀世界」勝出隊伍，在六十四隊大專隊伍中脫穎而出，獲贊助到秘魯探險。2011年大學時期在公民黨九龍西支部實習，2013年初開始北角丹拿區地區工作，同年任職財務策劃專業並修畢調解實務課程。2014年獲選公民黨青年公民主席、港島支部副主席。2015年當選成為北角丹拿區區議員。2016年獲選公民黨副秘書長。2019年成功連任北角丹拿區區議員。直至到2020年12月15日，他在社交網站宣佈退出公民黨。

## 參政經歷
鄭達鴻大學期間熱衷社會事務，2011 年成為公民黨實習生。2012 年畢業後，正式加入公民黨，於北角開拓地區服務。2013 年至今，跟進北角海濱規劃、抗衡地產霸權、官商勾結，關注棕地發展、倡議丁屋截龍等土地政策、監察皇都戲院保育工程，並曾多次出席城市論壇作公眾教育及演說。

### 出戰區議會及立法會
在2015年區議會選舉中以 300 票之差擊敗自由黨的曾卓兒，成功當選，成為北角自李汝大變節之後首個民主派區議員。2016 年，與陳淑莊合組名單參選立法會選舉。2019 年再戰區議會，聯同黨友李予信，5 位素人組成「北炮同盟」出選北角炮台山 7 區，最後攻下 6 席。2020年宣布代替陳淑莊出戰角逐港島區立法會選舉 。
2020年立法會換屆選舉，鄭勝出泛民陣營舉辦的初選，遞交提名報名競逐在香港島地區議席後數日，即同年7月25日，便與同區出戰的南區區議員袁嘉蔚, 以及中西區區議員梁晃維，同時接收到當區選舉主任黃智華的信件，就多項議題的立場詢問其，包括涉及其曾簽署反對港區國安法的聲明、爭取外國制裁、否決財政預算案等範疇，而有關舉動被指是撤銷楊岳橋等人之參選資格的前奏。7月30日，選舉主任裁定鄭達鴻提名無效。

## 地區工作
鄭達鴻一直積極參與地區工作，例如：
- 聯同公民黨地區發展主任李予信及五名素人組成「北炮同盟」，重建被視為建制重地、發生愛國人士襲擊事件的北角炮台山。
- 擔任東區區議會規劃工程及房屋委員會主席，跟進區內住屋問題。
- 舉辦不同活動，如旅行、健康講座、專業講座、漂書活動、團購活動等。
- 合辦罕有病嘉年華，讓更多人知道罕有病患者的苦痛及倡議政府資助這小眾的藥費。

## 關注議題
- 關注歐盟修訂對香港特區護照持有人的入境政策
- 反對國安法在港立法
- 警察濫用武力拘捕示威者
- 保育港島電車
- 丹拿區地區事務

## 學界參與
- 鄭達鴻曾出席香港大學學生會社會科學學會政治及公共行政學會在銅鑼灣的街頭論壇。
- 鄭達鴻為反修例衝突中第一批進入香港理工大學營救學生的區議員之一。[11]

## 曾經出席的立法會公聽會
- 東區灣仔劃界[12]
- 旅館業條例公眾諮詢[13]
- 加強店舖阻街公眾諮詢[14]
- 戶外燈光專責小組發表的持份者及公眾參與文件[15]
- 鐵路發展項目[16]

## 外部連結
- 鄭達鴻的Facebook專頁
- 願景（页面存档备份，存于）
- 團體區選民調 泛民疑為建制謀略
- 東區「泛民會議」冀壯大力量監察區會資源（页面存档备份，存于）

| 議會席位      | 議會席位                                             | 議會席位      |
| ------------- | ---------------------------------------------------- | ------------- |
| 前任： 李汝大 | 東區區議會 丹拿選區區議員 2016年1月1日—2021年5月10日 | 空缺          |
| 政黨職務      |                                                      |               |
| 前任： 梁穎敏 | 公民黨青年公民主席 2014年—2016年                     | 繼任： 黃俊傑 |
| 新頭銜        | 公民黨副秘書長 2016年—2018年                         | 繼任： 黃俊傑 |
| 前任： 李俊晞 | 公民黨執行委員會成員（政策倡議） 2018年—2020年       | 繼任： 李予信 |